# Lisa Hanawalt
Lisa Hanawalt (Palo Alto, 19 giugno 1983) è una fumettista, illustratrice e produttrice televisiva statunitense.
È nota per il suo lavoro come scenografa e produttrice della serie animata di Netflix BoJack Horseman e come creatrice della serie Tuca & Bertie. Inoltre co-ospita il podcast Baby Geniuses con la comica Emily Heller.

## Biografia
La Hanawalt è nata a Palo Alto, in California, dai biologi di Stanford Philip Hanawalt e Graciela Spivak. Sua madre è nata e cresciuta in Argentina, in una famiglia di profughi ebrei originari di Odessa. È un ex membro di Pizza Island, uno studio di fumettisti a Greenpoint, Brooklyn, che comprendeva i fumettisti Kate Beaton, Domitille Collardey, Sarah Glidden, Meredith Gran e Julia Wertz.
Le sue illustrazioni e scritti sono stati pubblicati su periodici cartacei e online tra cui The New York Times, McSweeney, Vanity Fair e Lucky Peach. Dal 2011 al 2013, è stata regolarmente collaboratrice di The Hairpin e ha prodotto una serie di rassegne cinematografiche illustrate.
Nel 2013 Drawn and Quarterly pubblica My Dirty Dumb Eyes, l'antologia a fumetti di Lisa Hanawalt, contenente varie illustrazioni, incluse opere commissionate in precedenza. Le storie e i cortometraggi raccolti vanno dalle narrazioni autobiografiche alle osservazioni culturali, spesso con personaggi antropomorfi di animali e scene di natura rese in acquerelli luminosi e dettagliati e paragonati da un critico a "un adulto Richard Scarry diventato assurdo commentatore sociale".
Nel febbraio 2018, Netflix ordina una serie animata di 10 episodi, Tuca & Bertie, creata dalla Hanawalt.